# 樸茨茅夫 (北卡羅萊納州)
樸茨茅夫（英語：Portsmouth）是位於美國北卡羅萊納州加特利縣的鬼鎮。

## 歷史
樸茨茅夫的郵局於1840年設立，其後於1959年停運。

## 地理
樸茨茅夫所處的海拔為高於海平面0米（即0英呎），而該地所採用的時區為UTC-5，即北美东部时区（EST）。同時該地設有夏令時間，為UTC-5調快一小時，即UTC-4（EDT）。